# François Fillon
François Fillon (Le Mans, 4 de març de 1954) és un polític francès, membre del partit Unió pel Moviment Popular i Primer Ministre durant el govern de Nicolas Sarkozy (2007-2012).
Fillon va néixer el 4 de març de 1954 a Le Mans, al departament de Sarthe, de la regió del País del Loira. Prové d'una família acomodada i gaullista; el seu pare és notari, i la seva mare és una historiadora de molta anomenada. El seu germà petit és un talentós pianista.

## Biografia
Va estudiar al col·legi privat "Saint-Michel-des-Perrais", i al liceu Notre-Dame de Sainte-Croix a Le Mans; i el 1972 es va graduar de Batxillerat de Filosofia. Després va continuar els seus estudis a la Université du Maine (Universitat de Maine), situada també a Le Mans; obtenint allí un Mestratge en Dret Públic el 1976. A l'any següent obté un D.E.A. (Diploma d'Estudis Avançats) en Dret Públic a la Université Paris-Descartes (també coneguda com a Université Paris V) de Paris; i un altre D.E.A. en Ciències Polítiques a la Fundació Nacional de Ciències Polítiques.
Amb l'arribada de Jacques Chirac a l'Elisi el maig del 1995, Fillon fou nomenat per Alain Juppé ministre de Tecnologies de la Informació i de Correus i de Telecomunicacions i de l'Espai, que ocupà fins que al 1997 arribà el Govern d'esquerres del socialista Lionel Jospin. Després de la reelecció de Jacques Chirac, el 6 de maig de 2002, Jean-Pierre Raffarin va ser nomenat primer ministre i Fillon va rebre la cartera de Treball i Afers Socials, que va ocupar fins al març del 2004, quan fou nomenat ministre d'Educació, que ostentà fins al 2 de juny de 2005, quan el govern va dimitir després de la victòria del "no" al referèndum sobre la Constitució Europea a França.

### Primer ministre
Després de guanyar les eleccions presidencials del 2007, Nicolas Sarkozy va nomenar Fillon com a primer ministre, que va encapçalar un govern de coalició de Unió pel Moviment Popular (UMP), Partit Radical (PRV), Els Centristes (NC), Fòrum de Republicans Socials (FRS) obert a les personalitats d'esquerra, creant de fortes tensions a l'UMP.
Les eleccions legislatives es van celebrar el 10 i el 17 de juny de 2007, poques setmanes després de la segona volta de les eleccions presidencials del 6 de maig i la dreta va conservar la majoria del 2002 tot i perdre uns 40 escons davant els socialistes. Fillon va encapçalar un nou govern de coalició d'UMP, PRV, NC, FRS i La Gauche Moderne (LGM). El FRS va passar a anomenar-se Partit Cristianodemòcrata (PCD) el 20 de juny de 2009 i tres dies després va quedar fora en la remodelació del govern. Fillon va dimitir el 13 de novembre de 2010 per permetre una remodelació del Gabinet, que es va compondre d'UMP, PRV i NC.
El govern va posar en marxa diverses reformes entre elles la revisió general de polítiques públiques, mostrant-se partidari de reduir el nombre de funcionaris a partir de la no substitució d'un de cada dos funcionaris que s'anessin jubilant, i en 2010, va reformar les pensions elevant l'edat de jubilació de 60 a 62 anys.
Fillon va dimitir el 10 de maig de 2012 després de l'èxit electoral obtingut pel socialista François Hollande, que el 6 de maig de 2012 va nomenar Primer Ministre Jean-Marc Ayrault.

### Després del govern
Fillon fou candidat en les primàries presidencials de la dreta francesa de 2017, defensant un programa conservador liberal; guanya la segona ronda (novembre de 2016) contra Alain Juppé i es converteix en el candidat del seu partit per a les eleccions presidencials de 2017, però no va aconseguir prou suport per arribar a la segona volta, que va enfrontar Emmanuel Macron i Marine Le Pen.

### Condemna
Després de diversos anys d'investigacions sobre el Cas Fillon i un judici que va durar gairebé sis mesos, va ser condemnat a cinc anys el 20 de juny de 2020, per haver ocupat de forma fraudulenta la seva dona com a assistent parlamentària, sense que hi treballés. El 29 de juny de 2020, la seva dona Penèlope també va ser condemnada de tres anys. Tots dos van recórrer les seves sentències. Les condemnes es van reduir a quatre anys, un d'ells en ferm, 375.000 euros de multa i 10 anys d'inelegibilitat per a François i dos anys de presó suspesa, dos d'inhabilitació i una multa de 375.000 euros per a Penèlope per un tribunal d'apel·lació francès el 9 de maig de 2022. El seu antic adjunt, Marc Joulaud, també fou condemnat a tres anys de pres i cinc anys d'inhabilitació.